# 피치 파크
피치 파크(Fitch Park)는 애리조나주 메사에 위치한 야구 공원 복합 시설이자 훈련 시설이다. 메이저 리그 베이스볼 오클랜드 애슬레틱스의 스프링 트레이닝 훈련 시설이기도 하다. 또한 오클랜드의 마이너 리그 훈련 및 선수 개발 운영, 애리조나 리그 애슬레틱스의 홈 구장, 오클랜드의 마이너 리그 계열사를 위한 스프링 트레이닝 홈을 위한 연중무휴 홈이기도 하다.
Chicago Cubs는 1997년부터 2013년까지 야구장과 훈련 시설을 같은 용량으로 사용했다.
Athletics가 사용하기 전에 루 울프 트레이닝 컴플렉스로 이름이 변경된 훈련 시설이 개조되어 55,433 제곱피트 (5,149.9 m2) 로 확장되었다. 건물의 외부와 내부는 오클랜드의 녹색과 금색 조합을 반영하도록 리모델링되었다. 경기장, 투수 마운드 및 배팅 케이지 또한 팀의 요구 사항을 충족하도록 개선되었다.